# کهک زردشت
کهک زردشت، روستایی از توابع بخش مرکزی شهرستان بافت در استان کرمان ایران است.

## جمعیت
این روستا در دهستان فتح‌آباد قرار دارد و بر اساس سرشماری مرکز آمار ایران در سال ۱۳۸۵، جمعیت آن ۹۴ نفر (۲۳خانوار) بوده‌است.